# Xavier Bettel
Xavier Bettel (1973. március 3. –)  luxemburgi politikus, jogász, 2013 és 2023 között Luxemburg miniszterelnöke. Korábban a főváros, Luxembourg polgármestere, a Képviselőház és Luxembourg város képviselőtestületének tagja. Bettel a Demokratikus Párt tagja.

## Magánélete
Bettel homoszexualitását nyíltan vállalja, 2010 márciusa óta bejegyzett élettársi kapcsolatban él párjával, a belga Gauthier Destenay-vel Az azonos nemű párok házasságát lehetővé tévő luxemburgi törvény hatályba lépést követően nem sokkal bejelentették, hogy hamarosan házasságot kötnek.